# Charles Loupot
Charles Loupot, né à Nice (Alpes-Maritimes) le 20 juillet 1892 et mort aux Arcs-sur-Argens (Var) le 18 octobre 1962, est un affichiste et graphiste français. 
Charles Loupot, dont la carrière s’étend de 1916 jusqu’en 1960, est dans l’histoire de l’affiche un des créateurs majeurs de l'entre-deux-guerres, aux côtés de Cassandre, Jean Carlu et Paul Colin. Il a résidé principalement à Paris, possédait une maison de campagne à Chevroches, dans la Nièvre, et des propriétés aux Arcs-sur-Argens.

## Biographie
Il passe ses premières années à Nice, et suit ensuite ses parents dans leurs déplacements professionnels. De 1907 à 1911, il vit avec ses parents en Suisse et étudie à Lausanne puis à Genève. Élève de l’École des beaux-arts de Lyon de 1911 à 1913, il participe à la Première Guerre mondiale en août 1914 et est blessé. Réformé, il s'installe quelques années à Genève, puis revient à Lausanne en 1917, jusqu'en 1923. À partir de 1916, il dessine plus de soixante affiches pour des commanditaires suisses, dont des grands magasins de Bâle, de Lausanne, de Lucerne, de Zurich...
Il revient en France en 1923 et crée cette année-là deux affiches pour les voitures Voisin. Il conçoit une affiche annonçant l'exposition internationale des Arts décoratifs de 1925. Il imagine notamment en 1925 une affiche pour l'extincteur Stop-fire et une affiche pour l'huile Raoul Citroën. Certaines de ses compositions paraissent dans La Gazette du bon ton et dans Femina. Il imagine une affiche pour Peugeot en 1926, des publicités pour le magasin de meubles des Galeries Barbès et pour les vins Nicolas en 1927, une affiche pour Ocap en 1928, des affiches pour les peintures Valentine en 1928 et 1929, une affiche pour le thé Twining en 1930 et pour la glace Sécurit la même année. Il s'installe en 1931 dans un atelier à Montmartre, rue Caulaincourt. Dans les années 1930, il crée notamment les affiches Dop en 1935, Ambre solaire en 1936, Coty en 1938.
À partir de 1937, Loupot travaille pour la marque d'apéritif St Raphaël quinquina, dont il modifie progressivement l'identité visuelle. 
Pendant l'Occupation, Loupot réside dans la maison qu'il a acquise en 1934 à Chevroches, où il pratique surtout la peinture. La publicité pour les alcools ayant été interdite par le régime de Vichy, son travail pour St Raphaël s’arrête. En 1947, St Raphaël charge à nouveau Loupot de concevoir sa publicité, qui est diffusée sur de très nombreux produits dérivés et de multiples supports, notamment des murs peints au bord des routes et des voies ferrées. Loupot réalise une affiche pour le cirage Lion Noir en 1949. À la fin de 1949 est créée à Paris l'agence de publicité Les Arcs, dans laquelle Loupot fait travailler avec lui plusieurs dessinateurs. En 1952, l'artiste peint des fresques sur la vie de la Vierge et du Christ dans la chapelle Notre-Dame de la Tête Ronde à Menou, dans la Nièvre. Quelques années plus tard, il conçoit les dessins d'après lesquels sont fabriqués les vitraux de la chapelle. Il imagine des affiches pour Vichy Célestins en 1953, des publicités pour les vins Nicolas en 1953 et 1954, une affiche pour la Foire provençale de l'olive à Draguignan en 1954, le logo de l'Air Liquide en 1954, une affiche pour Route et ville en 1957, des publicités pour Rapha à partir de 1958.
Les parents de Loupot avaient acquis dans les années 1920 une maison aux Arcs-sur-Argens dans le Var. Charles Loupot fait régulièrement des séjours dans cette ville où il s'installe dans ses dernières années. Lorsque la commune décide en 1959 d'inciter des particuliers à restaurer les maisons en ruines du quartier du Parage, il convainc la municipalité de fixer des règles afin que les propriétaires accomplissent les travaux en respectant le style du lieu. 

### Postérité
Après sa disparition, le Club français de la médaille fait frapper en 1973 une médaille à son effigie, réalisée par Marcel Jacno. Une biographie, par Christophe Zagrodzki, est publiée en 1998. FR3 Bourgogne coproduit en 2000 un film de Jacques Tréfouël, Charles Loupot ou la naissance de l'affiche moderne. Le musée d'Art et d'Histoire Romain Rolland de Clamecy (Nièvre), proche de Chevroches, consacre à Loupot une salle d'exposition permanente. Les communes des Arcs-sur-Argens, de Clamecy et d’Échirolles donnent le nom de Charles Loupot à une de leurs voies.

### Expositions
- 2016 : Loupot, peintre d'affiches, musée de l'imprimerie et de la communication graphique à Lyon[5].
- 2018 : Loupot, peintre en affiche, Bibliothèque Forney à Paris[6].
- 2021-2022 : Charles Loupot, géant de l'affiche, musée d'Art et d'Histoire Romain Rolland de Clamecy.